# Bothriodon
Il botriodonte (gen. Bothriodon) è un mammifero artiodattilo estinto, appartenente agli antracoteriidi. Visse tra l'Eocene superiore e il Miocene inferiore (tra 40 e 20 milioni di anni fa). I suoi resti sono relativamente frequenti in varie zone di Europa, Africa, Asia e Nordamerica.

## Descrizione
L'aspetto e le dimensioni di questo animale dovevano essere abbastanza simili a quelle di un maiale, e non doveva superare il metro e mezzo di lunghezza. Gli arti erano corti e dotati di quattro dita funzionanti (più uno atrofizzato in alcune specie primitive). Il cranio era lungo e basso, anche se meno basso di quello dell'affine Anthracotherium. Il muso era stretto e fortemente allungato, con orbite piccole e posizionate posteriormente. La dentatura era completa, con incisivi e canini sviluppati normalmente, quattro premolari e tre molari di forma quadrata su ogni emimandibolare.

## Classificazione
Il botriodonte è un tipico rappresentante degli antracoteriidi, una famiglia di mammiferi artiodattili molto diffusi durante il Terziario inferiore. In particolare, Bothriodon apparteneva alla sottofamiglia degli ancodontini. Bothriodon si sviluppò dapprima in Europa e Asia, per poi migrare in Nordamerica e infine diffondersi in Africa.
Vi è una certa confusione tra i generi Bothriodon, Aepinacodon e Ancodon: nel corso degli anni questi antracoteriidi sono stati spesso posti in sinonimia l'uno dell'altro, generando una tassonomia complicata. Il genere Bothriodon è stato descritto per la prima volta nel 1846 da Aymard, sulla base di resti fossili già studiati da von Meyer nel 1832 e provenienti da Ronzon (Francia), in strati dell'Oligocene inferiore. La specie tipo è Bothriodon velaunum. Altre specie riferibili a questo genere sono state descritte in Nordamerica (B. advena, B. rostratus), in Cina (B. chowi) e in Giappone (B. sandaensis, dell'Eocene superiore).
Aepinacodon, invece, include esclusivamente specie nordamericane che, per quanto simili a Bothriodon, se ne differenziano per alcuni dettagli anatomici. Ancodon, infine, è un genere istituito da Pomel nel 1847 sulla base di resti fossili attribuiti in seguito a Bothriodon.

## Stile di vita
Il botriodonte era un erbivoro che viveva lungo le rive di fiumi, laghi e paludi. Le abitudini erano probabilmente semiacquatiche. Il modo di vita doveva essere simile a quello degli attuali ippopotami, anche se le specializzazioni per la vita nei corsi d'acqua erano meno sviluppate. 